# Diapason
Cet article concerne l'outil de musicien. Pour les autres significations, voir Diapason (homonymie).
En musique, le diapason est à la fois un instrument matériel produisant un son de référence et cette référence elle-même : un son dont la hauteur est dans presque tous les cas un la (corde à vide du violon). Cette référence permet aux musiciens d'accorder ensemble leurs instruments de musique. La note de référence standard est le la 440, qui fixe la fréquence du la3 à 440 hertz à 20 °C. Néanmoins, le diapason des orchestres symphoniques professionnels en France et en Europe est basé sur le la3 à 442 Hz donné par le hautbois. Les diapasons des instruments à vent à trous latéraux montent lorsque ces instruments sont joués (« chauffent ») et sont conçus pour cette hauteur de note.

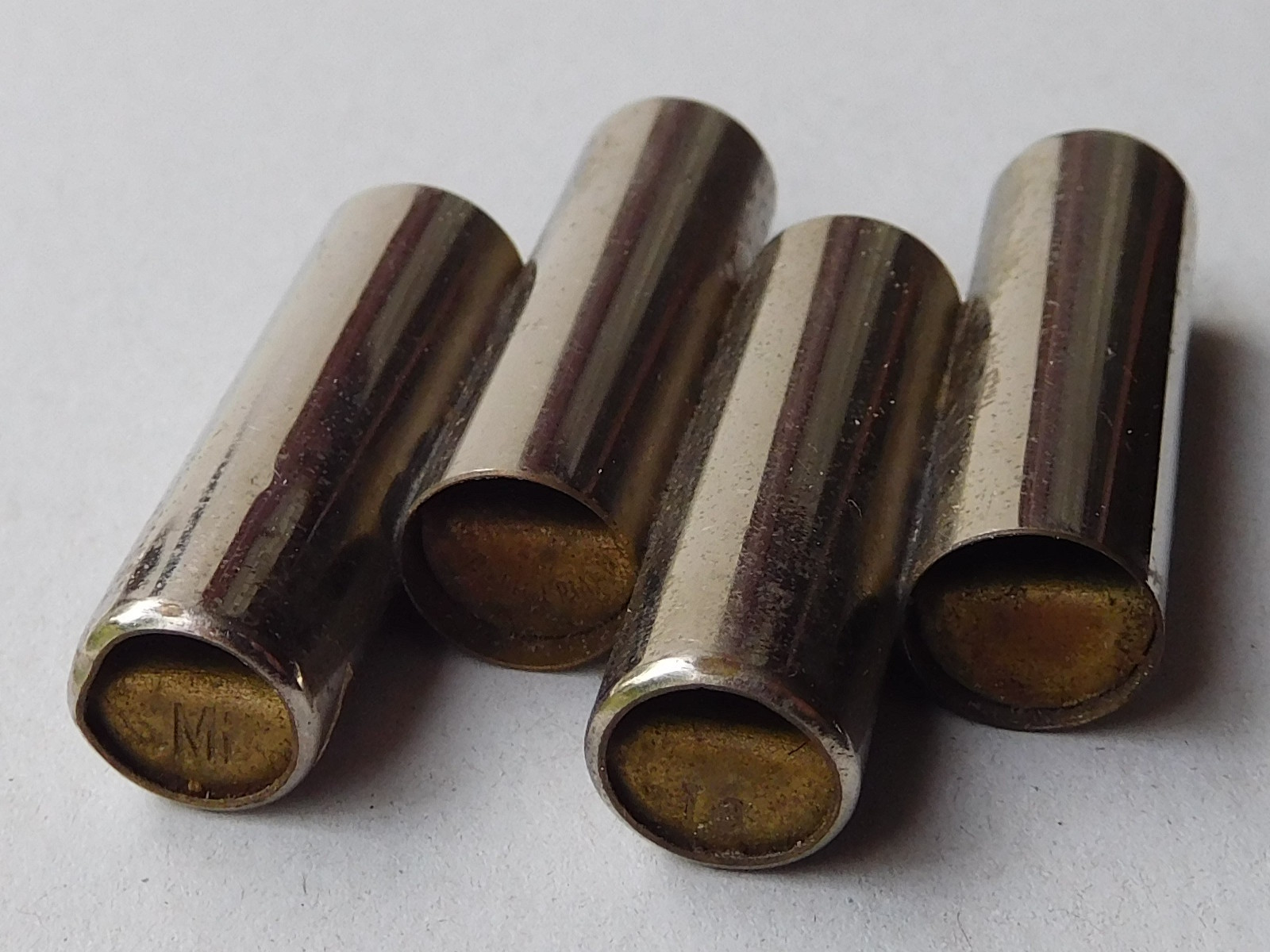
Diapason pour violon.

Il existe également des diapasons soufflés à plusieurs tubes pour les instruments à cordes, à quatre tubes pour les violons et six pour les guitares.
Des appareils électroniques, parfois appelés accordeurs, permettent également d'accorder des instruments comme le violon, en émettant les notes : mi - la - ré - sol calibrées sur le la  440 Hz. D'autres appareils électroniques facilitent l'accord de l'instrument en affichant la note réelle donnée par l'instrument.

## Étymologie
« Diapason » désigne originellement l'intervalle d'octave, en grec et en latin,,. Le mot vient des deux premiers termes de l'expression grecque διὰ πασω̃ν χορδω̃ν συμφωνία / dià pasōn khordōn symphōnía, « à travers toutes les cordes, toutes les notes (de l'octave) ».

## Instrument
Le diapason est constitué de deux lames (les branches) épaisses parallèles, soudées en forme de U et prolongées par une tige. Les branches en métal élastique (généralement l'acier) émettent en vibrant un son à la fréquence étalonnée ; ce son est amplifié si l’on pose la base du diapason sur une cavité résonnante, comme la caisse d’une guitare, ou sur une table. Son invention est attribuée au trompettiste et luthiste anglais John Shore (1662-1752) en 1711.
La principale raison de la forme du diapason est qu'il produit une note pratiquement pure, c'est-à-dire que la quasi-totalité de l'énergie de vibration se retrouve dans la fréquence fondamentale, et très peu dans les harmoniques, contrairement aux autres résonateurs. La fréquence de la première harmonique est d'environ 52/22 = 6,25 fois la fondamentale (environ 2 1/2 octaves au-dessus de la fondamentale). Par comparaison, la première harmonique d'une corde vibrante est d'une octave au-dessus de la fondamentale. Ainsi lorsque le diapason est excité, peu d'énergie se répartit dans les harmoniques ; celles-ci deviennent en conséquence plus rapidement inaudibles, laissant vibrer la fondamentale seule. Il est donc plus facile d'accorder d'autres instruments avec cette note pure.

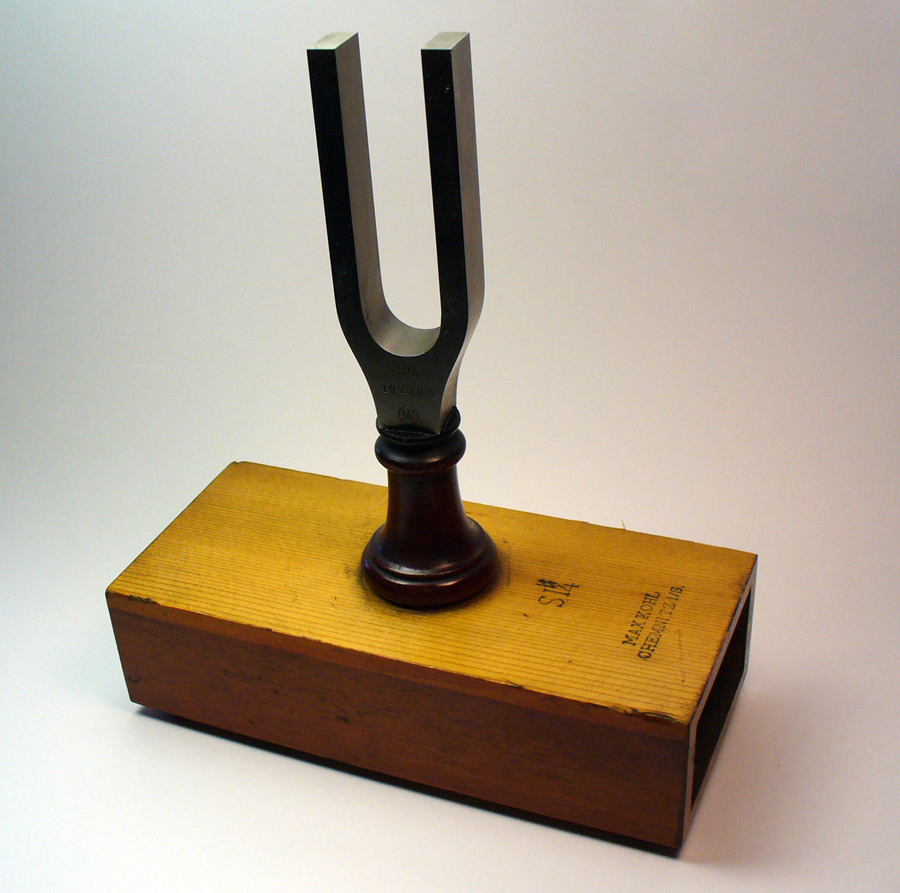
Diapason avec résonateur.

La forme symétrique du diapason présente l'intérêt pratique de pouvoir être tenu par la tige sans amortir les vibrations, car la tige vibre très faiblement alors que les branches se déplacent de part et d'autre (en opposition de phase), de leur plan commun : il y a un nœud de pression (point de non-vibration, et non pas nœud de vitesse) à la base commune des branches.
La légère vibration (longitudinale) de la tige peut toutefois être amplifiée par un résonateur (par exemple une boite rectangulaire creuse sur laquelle on pose le diapason), qui amplifie le son. Sans résonateur, le son est très faible : la dispersion des vibrations est lente, et les ondes sonores produites par chaque branche sont en opposition de phase de sorte qu'elles se compensent en interférant. Dans leur plan médian, elles s'annihilent totalement. On peut limiter ce phénomène en plaçant un obstacle acoustique absorbant perpendiculairement entre les branches du diapason excité : le volume perçu alors croît, car il y a réduction de l'interférence. On peut aussi appuyer la tige du diapason sur la boîte crânienne ou le tenir entre les dents ; on perçoit alors le son par conduction osseuse sans que l'entourage ne l'entende (la propriété de la conduction osseuse est bien codifiée sur le plan biomécanique et est très utilisée en médecine pour le traitement de certaines surdités)

### Calcul de la fréquence fondamentale
La fréquence fondamentale du diapason dépend de ses dimensions et du matériau dont il est fait:
{\displaystyle f={\frac {1}{2\pi }}{\sqrt {\frac {E}{\rho }}}R\left({\frac {x^{*}}{l}}\right)^{2}},
où :
- f est la fréquence fondamentale avec laquelle le diapason vibre, exprimé en hertz (Hz).
- {\displaystyle x^{*}} est la première racine de l'équation {\textstyle \cosh x^{*}\cos x^{*}=-1}. Numériquement {\textstyle x^{*}\approx 1.875}.
- l est la longueur des branches, exprimée en mètres (m).
- E est le module de Young du matériau dont est fait le diapason, exprimé en pascals (Pa).
- ρ est la masse volumique du matériau dont est fait le diapason, exprimé en kilogrammes par mètre cube (kg/m3).
- R est le rayon de giration des branches, exprimé en mètres (m). Pour des branches rectangulaires, {\textstyle R=d/{\sqrt {1}}2} où {\textstyle d} est l'épaisseur des branches. Pour des branches cylindriques de rayon {\displaystyle a}, {\textstyle R=a/2.}

Cette formule donne une bonne approximation de la fréquence mesurée. Elle repose sur une modélisation simple, qui considère que le diapason est constitué de deux branches vibrant en flexion, avec une extrémité encastrée au centre du diapason, et une extrémité libre. Cette modélisation ne peut être rigoureusement exacte, puisque les vibrations sont transmises au résonateur, mais elle est numériquement très satisfaisante. Pour plus de détails, voir .

## Hauteur duladu diapason
En 1859, la fréquence du « la » est normalisée d'abord en France à 435 Hz à la température de 15 °C, puis internationalement réglementée en 1885 à la Conférence de Vienne. À la même période, en Angleterre, les instruments étaient construits pour le  diapason «Old Philharmonic» ( la3=452 Hz), ce qui posait d'énormes problèmes à des facteurs d'instruments à vent comme Besson qui fournissait les deux marchés.
Mais les instruments ont alors des cordes soumises à des contraintes de plus en plus fortes si bien que cette fréquence de référence est augmentée, variant même d'un pays à l'autre.
À l'issue de la Première Guerre mondiale, le traité de Versailles voit la création de la Société des Nations en 1919. Le traité contient de nombreuses conventions pour établir une norme et faciliter les échanges entre les pays, et impose à l'Allemagne et aux autres parties le la tel que fixé à Vienne,.
La Conférence internationale de Londres en 1953 fixe finalement la fréquence du la3 à 440 Hz. Un diapason de référence avait toutefois déjà été établi en 1939 par la Fédération internationale des associations nationales de standardisation (ancêtre de l'Organisation internationale de normalisation), avec 440 Hz pour le la3 à une température de 20 °C. L'Orchestre philharmonique royal utilisait jusqu'alors une fréquence de 439 Hz pour l'accord. Le standard fut rapidement adopté par la BBC, qui engendra électroniquement le signal à la bonne fréquence via un cristal piézoélectrique et demanda à l'orchestre de se caler sur cette nouvelle référence. La norme a été rééditée en janvier 1975 (ISO 16:1975).
Cette norme est généralement adoptée par tous les instrumentistes, exception faite de beaucoup d’ensembles spécialisés en musique ancienne, qui choisissent de nombreux diapasons, les plus courants allant de 392 à 466 Hz, les diapasons graves nécessitant une tension moindre des cordes d’instruments tels que violes, luths, guitares, clavecins. Les écarts de fréquence entre 466 Hz (musique de la Renaissance), 440 Hz (baroque vénitien), 415 Hz (baroque allemand) et 392 Hz (baroque français) correspondent à un intervalle de demi-ton. Certains clavecins possèdent deux la, que l'on obtient par un mécanisme de déplacement du clavier. Le « la 415 » est communément appelé « la baroque », mais il n'est qu'une convention simplificatrice et unificatrice, et ne correspond en réalité qu'à l'un des nombreux diapasons historiques attestés. Notons cependant que la variété des diapasons a eu une influence considérable sur l'écriture musicale (particulièrement notable pour les ambitus vocaux), ce qui justifie le recours actuel à une grande diversité de hauteurs de référence.
On sait que la hauteur du diapason a beaucoup varié dans les siècles passés, et d’un lieu à l’autre. On parvient à déterminer les valeurs grâce aux instruments d’époque qui ne se désaccordent pas : les instruments à vent tels que flûtes, trompettes, orgues, les cloches, etc.
Dès le début du XVIIIe siècle, grâce aux travaux de Joseph Sauveur, les acousticiens ont su mesurer la fréquence d'un son entendu. En 1704, un la a ainsi été relevé à 405,3 Hz dans l'orchestre de l'Opéra de Paris. En 1938, un relevé effectué dans un orchestre de Vienne permit de mesurer un la à 450,85 Hz.
On dit parfois que le diapason n’a pas cessé d’augmenter pour rendre la sonorité « plus brillante ». Cette « dérive » vers l’aigu se remarque particulièrement pour les pianos solistes — désormais généralement accordés à 442 Hz — et les groupes de musique moderne. Cette explication simpliste ne rend pas compte des fluctuations du diapason à travers les âges (cf. l'Old Philharmonic, ou le relevé effectué à Vienne), et ne tient pas compte de la variation de hauteur des instruments à vent en fonction de la température.
À défaut de diapason : généralement (mais pas toujours), la tonalité d'invitation à numéroter du téléphone fixe en France a une fréquence de 440 Hz correspondant au la3 moderne.

## Évolution

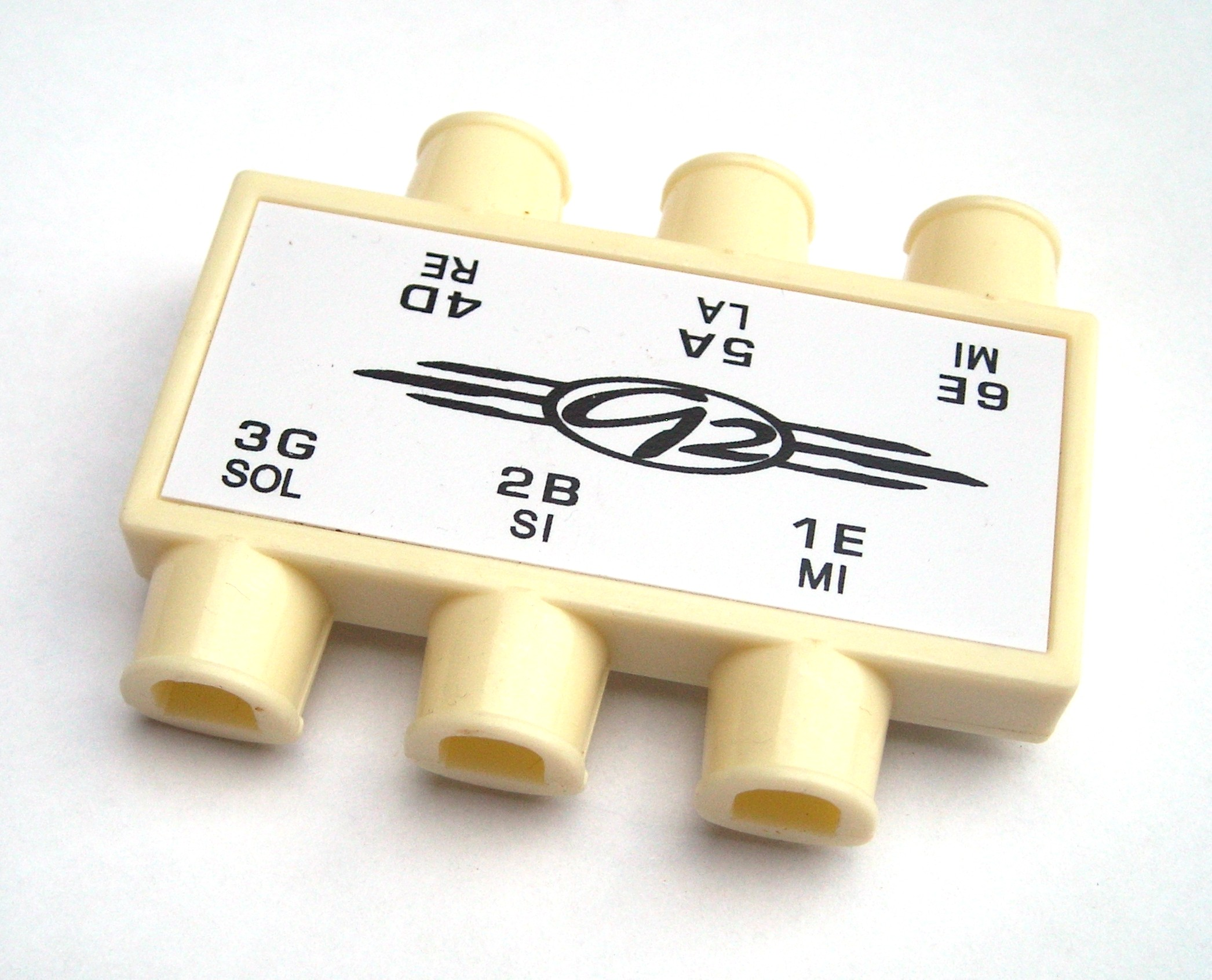
Diapason pour accordage standard de guitare à 6 cordes.

Avant la normalisation de 1953, le la de référence a pris toutes sortes de valeurs aussi arbitraires qu'imprévisibles. En voici quelques-unes :[réf. nécessaire]
Dans certains pays, il existait au même moment plusieurs types de diapason. Dans le cas de la Grande-Bretagne, on distinguait le « diapason grave » (435 Hz) du « diapason aigu » (452 Hz). Cette pratique cessa après 1930.

## Prédécesseurs
Robert Hooke (1635-1703) invente un instrument capable de mesurer le son.
Félix Savart (1791-1841) l'améliore, mais cette roue de Savart (des roues en laiton produisent, selon la vitesse, des ondes sonores dont la fréquence peut être mesurée) est vite abandonnée au profit du diapason, pour des raisons pratiques. Le savart reste une unité de mesure fine des intervalles musicaux.

## Homonymes de diapason
En lutherie, le diapason désigne, pour les instruments à cordes, la longueur des cordes à vide aussi appelée longueur vibrante (sur la guitare et les autres instruments à frettes, par exemple la mandoline, c'est approximativement le double de la longueur entre le sillet de tête et la douzième frette, soit la longueur entre le sillet de tête et celui du chevalet).
Sur les clavecins, le peigne, dispositif permettant d'espacer régulièrement et de guider l'arrière des touches, est également appelé diapason.
En facture d'orgue, le diapason désigne une représentation graphique donnant les principales dimensions d'une série de tuyaux d'un même jeu en vue de sa fabrication.